# Lycée Carnot

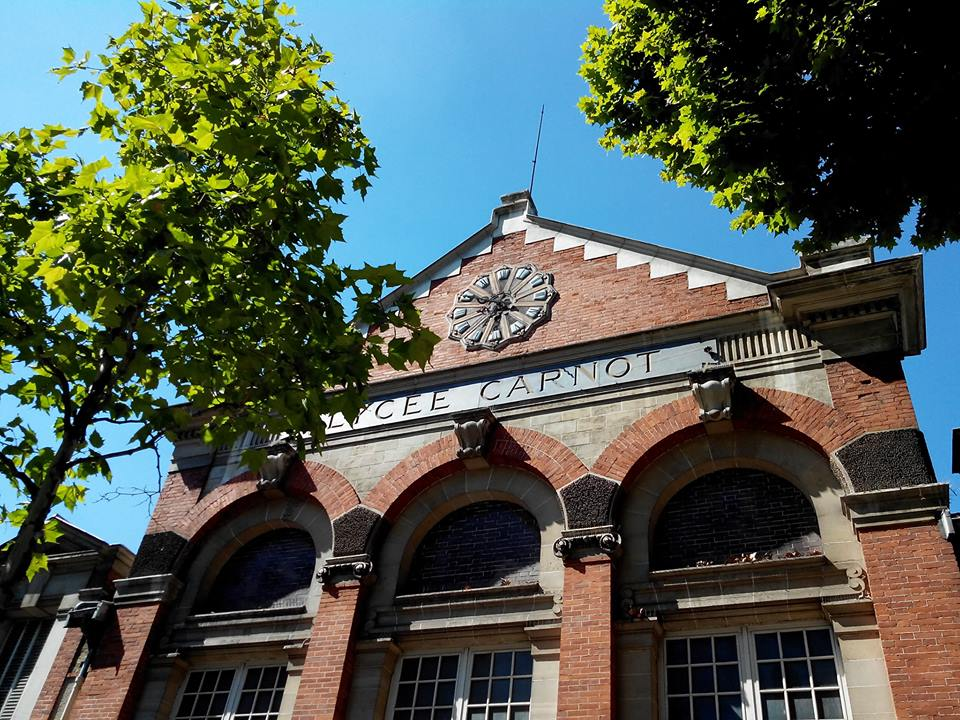
Lycée Carnot (2016)

Das Lycée Carnot ist eine öffentliche Sekundar- und Fachschule am  Boulevard Malesherbes im 17. Arrondissement, Paris, Frankreich. Das Lycée Carnot wurde 1869 gegründet, trug zunächst den Namen École Monge und wurde 1895 nach Marie François Sadi Carnot umbenannt.
Das Lycée diente als Drehort für viele Filme und veranstaltet oft Modenschauen während der Paris Fashion Week. Das Herzstück des Gebäudes ist eine große, 80 mal 30 Meter große Halle mit einem Glasdach, das auf einem Metallrahmen nach einem Projekt von Gustave Eiffel montiert ist.

## Liste bekannter Schüler und Lehrer
- Cyril Abiteboul (* 1977), Motorsport-Ingenieur und -Manager
- Sabine Azéma (* 1949), Theater- und Filmschauspielerin
- Jacques Chirac (1932–2019), Politiker und von 1995 bis 2007 Staatspräsident Frankreichs
- Gilles Deleuze (1925–1995), Philosoph
- Thomas Bangalter Musiker (* 1975)
- Guy-Manuel de Homem-Christo Musiker (* 1974)
- Sylvie Pialat Filmproduzentin (* 1960)